# Дудкін Сергій Олексійович
Дудкін Сергій Олексійович — український льотчик-випробувач 2 класу, полковник. Учасник пілотажної групи «Українські соколи». Освоїв 13 типів літаків, наліт — 1800 годин, в тому числі — 570 годин на МіГ-29. Начальник служби льотних випробувань льотно-випробувального комплексу Державно-авіаційного науково-випробувального центру Збройних Сил України в Кіровському, Крим.

## Біографія
Народився 24 грудня 1956 року в місті Котовськ Тамбовській області.
У 1978 році закінчив Чернігівське вище військове авіаційне училище льотчиків, в 1991 році Військово-повітряну академію ім. Ю.Гагаріна. Випускник першого набору курсів підготовки льотчиків-випробувачів 1994 року.
Обіймав посаду начальника служби льотних випробувань льотно-випробувального комплексу Державно-авіаційного науково-випробувального центру Збройних Сил України в Кіровському, Крим. Освоїв 15 типів літальних апаратів, останнім часом літав на літаках МіГ-29, Су-27, Су-25, Л-39, Ан-72, вертольотах Мі-2, Мі-8, Ка-25, налітав понад 1800 годин, в тому числі 570 годин на МіГ-29. З них 170 годин випробування техніки.
У 1995 році увійшов до першого складу пілотажної групи «Українські соколи».
Влітку 1996 року у процесі відпрацювання пілотажної фігури «бочка» сталося зіткнення в повітрі літаків полковників Павла Корольова та Сергія Дудкіна і Віктора Россошанського, в однієї машини було пошкоджено крило, а у другої — кіль. Майстерність і витримка льотчиків дозволила приземлити обидва літака.
26 березня 1998 року над аеродромом у Кіровському, де проводились тренувальні польоти «Українських соколів», різко змінились погодні умови — піднявся сильний боковий вітер, а злітно-посадкову смугу на очах затягував густий туман. Два винищувачі з трійки «соколів», які в той час були в небі, благополучно встигли сісти. Останнім, як найдосвідченіший, мав приземлитися Дудкін. На той час туман вже став настільки густим, що керівнику польотами, злітно-посадкову смугу взагалі не було видно і під час приземлення зазнав авіакатастрофи літак, пілотований полковником Сергієм Дудкіним, який загинув на літаку МіГ-29 9-13 бортовий номер 107.
Похований на міському кладовищі Феодосії.